# Le Goûter (Bracquemond)
Pour les articles homonymes, voir Le Goûter.
Le Goûter est un tableau réalisé vers 1880 par la peintre française Marie Bracquemond. Cette huile sur toile est le portrait de sa sœur Louise détournant les yeux d'un livre qu'elle tient ouvert devant elle en s'appuyant sur une table où l'on remarque du raisin, dans un jardin de Sèvres. L'œuvre est conservée au Petit Palais, à Paris.